# 1950
Évszázadok: 19. század – 20. század – 21. század
Évtizedek: 1900-as évek – 1910-es évek – 1920-as évek – 1930-as évek – 1940-es évek – 1950-es évek – 1960-as évek – 1970-es évek – 1980-as évek – 1990-es évek – 2000-es évek
Évek: 1945 – 1946 – 1947 – 1948 –  1949 – 1950 – 1951 – 1952 – 1953 – 1954 – 1955

## Események
- január 1.
  - Budapesthez csatolnak számos környékbeli települést („Nagy-Budapest”-terv).[1]
  - Miskolchoz csatolják Alsó- és Felsőhámort, Szirmát, valamint Görömbölyt annak településrészével, Tapolcával. (A megyerendezés kezdete.)
  - A Belügyminisztériumtól szervezetileg függetlenedik, és már csak a Minisztertanácsnak alárendelve működik tovább az Államvédelmi Hatóság (ÁVH).[2]
- január 13. – A református és evangéliküs püspökök felesküdnek a Magyar Népköztársaságra és az alkotmányra.[3]
- január 23. – Az izraeli parlament Jeruzsálemet Izrael fővárosává teszi.[4]
- január 27. – Harry S. Truman amerikai elnök jóváhagyja az észak-atlanti térség integrált védelmének tervét, és 900 millió dollár összegű katonai segély folyósítását engedélyezi.[5]
- február 14. – Szovjet–kínai barátsági, szövetségi és segítségnyújtási szerződés aláírása, mely kölcsönös katonai támogatást ír elő a felek számára, amennyiben bármelyiküket támadás érné Japán vagy annak egyik szövetségese részéről.[6]
- február 24–25. – A Csehszlovákia Kommunista Pártja (CSKP) KB ülésén kizárják a pártból, majd letartóztatják annak két vezető tisztségvelőjét, és ezzel kezdetét veszi a „belső tisztogatások” időszaka. Az ülésen döntés születik „a szocializmus építésének meggyorsításáról”.[7]
- február 25–26. – A magyar sztahanovisták első országos tanácskozása.[8][9]
- március 1. – Csehszlovákiában lezajlik a háború utáni első népszámlálás. (Az ország lakossága 12 338 450 fő, ebből 354 532 fő  magyar.)[7]
- március 11. – Hóman Bálint egykori vallás- és közoktatásügyi minisztert a kőbányai Gyűjtőfogházból átszállítják az Államvédelmi Hatóság váci börtönébe. (Itt éri a halál 1951 júniusában.)[10]
- március 13. – A CSKP KB ülésén „burzsoá nacionalizmussal” vádolják Vladimír Clementis szlovák politikust, külügyminisztert, akit tisztségéből leváltva önkritikára kényszerítenek.[7]
- április 2. – A Magyar Népköztársaság Elnöki Tanácsa törvényerejű rendeletben nyilvánítja április 4-ét a legnagyobb nemzeti ünneppé.[11] (Csak 1991-ben törlik a nemzeti ünnepek sorából.)[12]
- április 10. – A Szovjetunió az 1945. augusztus 16-i határegyezmény értelmében további területet ad át Lengyelországnak. (Ezek nyugat-pomerániai területrészek.)[13]
- április 14. – A lengyel politikai vezetés egyezményt ír alá az állam és az egyház közötti kapcsolatok normalizálása érdekében.[13]
- április 15. – Miskolcon megalakul a MN 86. Kivonuló Légvédelmi Tüzérezred.[14]
- április 24. – Lemond Szakasits Árpád.[3]
- április 25. – Leváltják Ludvík Svoboda csehszlovák nemzetvédelmi minisztert, utódjául a koncepciós perekben főszerepet játszó Alexej Čepičkát nevezik ki.[7]
- május 9. – A francia kormány javaslata egy szervezet létrehozására, amely a szén- és vasérc-termelést ellenőrizné Franciaországban és Németországban és nyitva állna más tagországok felvétele előtt is (Schuman-terv).[15]
- május 20. – Csehszlovákiában megalakul a nemzetbiztonsági minisztérium.[7]
- június 3. – Maurice Herzog és Louis Lachenal francia hegymászók elsőként érik el az Annapurna 8092 méter magas csúcsát: ez az első a nyolcezer méternél magasabb hegycsúcsok közül, amit ember meghódított.
- június 13. – Kádár János feloszlatja a szabadkőműves páholyokat.[16]
- június 18. – Megalakul a Dolgozó Ifjúság Szövetsége (DISZ).[3]
- június 23. – Az Államvédelmi Hatóság megkezdi több ezer család kitelepítését a hortobágyi kényszermunkatáborokba.[17]
- június 25.
  - A mintegy 89 000 főt számláló észak-koreai haderő támadást indít a Koreai Köztársaság ellen. (A szocialista államok hivatalos tájékoztatása szerint déli katonai provokációra válaszul.)[6]
  - Az ENSZ Biztonsági Tanácsa 82. számú határozatában felszólítja Észak-Koreát a visszavonulásra a 38. szélességi kör északi oldalára.[6]
  - Csehszlovákia és a Német Demokratikus Köztársaság kormánya közös nyilatkozatban jelenti ki, hogy a németek kitelepítése megváltoztathatatlan ténynek tekintendő.[7]
- június 26.
  - Törvény a vállalati munkás-önigazgatásról Jugoszláviában.[18]
  - A Koreai-félszigeten kezdetét veszik az amerikai légierő rajtaütései az észak-koreai célpontok ellen, melyek azonban kevésnek bizonyultak ahhoz, hogy meghátrálásra kényszerítsék a támadókat.[6]
- június 27. – Az ENSZ Biztonsági Tanácsa 83. számú határozatában megállapítja, hogy sürgős katonai lépésekre van szükség a nemzetközi rend és béke helyreállításához. (A határozatokat a BT jelen lévő tagjai közül csak Jugoszlávia nem támogatta. Moszkva nagykövete nem vett részt a szavazáson, mivel a Szovjetunió – a Kínai Népköztársaság állandó BT-tagságát követelve – éppen bojkottálta a testület munkáját.)[6]
- július 6. – Lengyelország és a Német Demokratikus Köztársaság kormánya egyezményt ír alá Görlitzben (Zgorzelec) az Odera-Neisse-határ kijelöléséről, valamint a gazdasági, tudományos és műszaki együttműködésről.[13]
- július 20. – A Román Munkáspárt Központi Vezetőségének ülésén nyilvánosságra hozzák, miszerint a párt – mintegy egymillió – tagja közül (1948-tól kezdődően) 192 ezer főt kizártak.[19]
- július 21. – Lengyelországban határozatot hoznak a hatéves tervről (1950–55), melynek keretében a népgazdaság fejlesztését és a szocializmus alapjainak lerakását tűzik ki célul.[13]
- július 25. – Az Észak-atlanti Tanács megbízottainak első ülése Londonban.[5]
- július 31. – Magyarországon államosítják a könyvkiadókat.[3]
- augusztus 1. – Magyarországon elkezdődik a papi békemozgalom.[3]
- augusztus 22. – Brassó a Sztálinváros nevet kapja.[20]
- augusztus 30. – A kormány és a Katolikus Püspöki Kar megállapodást köt az állam és a katolikus egyház közötti viszony szabályozásáról.[3]
- szeptember 1.  – A szlovákiai Komáromban megnyílik az első magyar gimnázium.[7]
- szeptember 7. – Magyarországon négy kivétellel feloszlatják a szerzetesrendeket.[3]
- szeptember 8.  – Romániában szovjet mintára új közigazgatási beosztás lép életbe, a korábbi megyék helyét 28 tartomány veszi át.[20]
- szeptember 15. –A Douglas MacArthur amerikai tábornok vezetése alatt ENSZ-erők szállnak partra a Koreai-félsziget nyugati partvidékén fekvő Incson kikötővárosban.[6]
- szeptember 23. – Harc a 282. számú magaslatért
- szeptember 25. – általános sztrájkhullám kezdődik Ausztria több városában.
- október 1.
  - A tanácsrendszer kialakítása, a megyerendszer módosítása.
  - Csehszlovákiában megalakul a Repülőműszaki Szakképző Iskola. (Ezt szervezték át 1960-ban a Műszaki Szakképző Iskolává, és tették alkalmassá az időközben hadrendbe állított légvédelmi rakéták szakszemélyzetének képzésére is.)[21]
- október 24. – René Pleven francia kormányfő felvázolja az európai egyesített hadsereg tervét, amely magában foglalja a NATO keretein belül a német kontingenseket is.[5]
- október 29. – Kihirdetik november 7. napjának, a Nagy Októberi Szocialista Forradalom évfordulójának állami ünneppé nyilvánításáról szóló törvényerejű rendeletet.[22]
- november 1. Kolozsváron megalakul a Gheorghe Dima Zenekonzervatórium és a Ion Andreescu Képzőművészeti Intézet.[20]
- november 26. – Az amerikai hadsereg frontja megakad a Csoszin-víztározónál a túlerőben levő kínai önkéntesekkel szemben.
- november 28. – A jugoszláv diplomáciai kapcsolatok újrafelvétele Görögországgal.[18]
- december 13.
  - Az utánpótlási gondokkal küszködő, demoralizált amerikai erők visszavonulnak délre.
  - Az Egyesült Államok élelmiszersegélye Jugoszláviának. (Mértékét 1951-ben felemelik.)[18]
- december 16. – Az 1950. évi IV. törvénnyel megszüntetett Népjóléti Minisztérium feladatainak többségét az újonnan létrehozott Egészségügyi Minisztérium veszi át.[23][24] (A minisztérium élére a korábbi népjóléti miniszter, Ratkó Anna kerül.)[25]
- december 19. – Az Észak-atlanti Tanács kinevezi Dwight D. Eisenhower tábornokot a Szövetséges Fegyveres Erők európai legfelső parancsnokává (SACEUR).[5]
- december 20.
  - A Brüsszeli Szerződés tagállamai elhatározzák, hogy a Nyugat-európai Unió katonai szervezetét beolvasztják az Észak-atlanti Szerződés Szervezetébe.[5]
  - A csehszlovák nemzetgyűlés törvényt fogad el a béke védelméről.[7]

Határozatlan dátumú események
- az év folyamán –
  - Lengyelországban kezdetét veszi a „hazafiak” (köztük Władysław Gomułka) nagy többségének üldözése, letartóztatása, továbbá a hadseregvezetésből a polgári-nemzeti szárny eltávolítása.[13]
  - Létrehozzák a Nemzeti Egységfrontot Lengyelországban, melyben az Egyesült Nép- (Paraszt) Pártot és a Demokrata Pártot a Lengyel Egyesült Munkáspártnak rendelik alá.[13]

## Az év témái

### 1950 az irodalomban
- Megalapítják a József Attila-díjat.

### 1950 a képzőművészetben
- Megalapítják a Munkácsy Mihály-díjat.

### 1950 a sportban
- május 13. – Megrendezik az első Formula–1-es futamot Silverstonban.
- június 24.–július 16. 1950-es labdarúgó-világbajnokság, Brazília, Világbajnok: Uruguay
- A Budapesti Honvéd SE nyeri az NB1-et. Ez a klub első bajnoki címe.
- Az MLSZ döntése szerint áttérnek a tavaszi-őszi idényre, ezért 1950 őszén egyfordulós bajnokságot rendeznek, a győztes Budapesti Honvéd SE lett 1950. őszi NB1, ez a klub második bajnoki címe.
- Az első Formula–1-es világbajnokságot Giuseppe Farina nyerte.
- A stockholmi birkózó-világbajnokságon Gál József megszerzi a sportág első magyar világbajnoki címét.
- Asztalitenisz-világbajnokság Budapesten. A magyar csapat két aranyérmet szerez.
- Műkorcsolyázó Európa-bajnokság Oslóban. Király Ede és a Nagy László–Nagy Marianna testvérpár aranyérmet nyer.

### 1950 a vasúti közlekedésben
- szeptember 1. – Megnyílik az Oroszlány-Környe vasútvonal.

### 1950 a zenében
- Frank Sinatra: Dedicated to You / Sing and Dance with Frank Sinatra

## Születések
- január 3. – ef Zámbó István festő
- január 17. – Cristina Galbó spanyol színésznő
- január 28. – Farkas István magyar közgazdász, pénzügyi szakpolitikus, miniszterhelyettes, kormánybiztos
- január 29. – Vámos Miklós író, dramaturg, műsorvezető
- február 22.
  - Miou-Miou francia színésznő
  - Julie Walters angol színésznő
- február 27. – Somogyi Péter magyar biológus, neurobiológus, a biológiai tudomány doktora, a Magyar Tudományos Akadémia külső, később levelező tagja
- március 1. – Kásler Miklós Széchenyi-díjas magyar onkológus, egyetemi tanár, miniszter
- március 3. – Ponori Thewrewk Ádám Ajtony képzőművész
- március 7. – Hankiss Ágnes József Attila-díjas magyar pszichológus, író, politikus († 2021)
- március 9. – Daniel John „Danny” Sullivan III amerikai autóversenyző
- március 11. – Bobby McFerrin amerikai jazz-énekes, karmester
- március 13. – William H. Macy amerikai színész
- március 20. – William Hurt Oscar-díjas amerikai színész († 2022)
- március 21. – Roger Hodgson, a Supertramp frontembere
- március 29. – Mory Kanté guineai énekes, zenész (✝ 2020)
- március 30. – Robbie Coltrane brit színész
- április 4. – Bangó Margit Kossuth-díjas magyar nótaénekesnő
- április 5. – Agnetha Fältskog, a svéd ABBA együttes énekesnője
- április 14. – Esterházy Péter Kossuth-díjas magyar író († 2016)
- június 6. – Dan Shaver autóversenyző († 2007)
- június 24. – Tolcsvay László Kossuth-díjas magyar zenész, énekes, zeneszerző
- június 30. – Leonard Whiting angol színész
- július 9. – Viktor Fedorovics Janukovics ukrán politikus, Ukrajna miniszterelnöke
- július 14. – Győrössy Ferenc altábornagy, az MH Szárazföldi Parancsnokság parancsnoka (2001–2006) († 2017)
- július 15. – Egervári Sándor labdarúgó, edző
- július 18.
  - Egely György feltaláló, szakíró
  - Kolozsvári Grandpierre Miklós képzőművész, grafikus, szobrász, festő.
- július 23. – Falus Ferenc orvos, tüdőgyógyász, egészségügyi menedzser, országos tisztifőorvos (2007-2010), kórházigazgató († 2022)
- július 30. – Nagy Sándor magyar gépészmérnök, hegymászó
- augusztus 8. – Martine Aubry francia politikus, a Szocialista Párt főtitkára
- augusztus 13. – Mariz Kemal erza költő, író, újságíró
- augusztus 15. – Anna brit királyi hercegnő II. Erzsébet brit királynő és Fülöp edinburgh-i herceg lánya.
- szeptember 4. – Karda Beáta magyar énekesnő
- szeptember 14. – Bruzsenyák Ilona Európa-bajnok atléta
- szeptember 20. – Csapó Gábor olimpiai bajnok vízilabdázó († 2022)
- szeptember 21. – Bill Murray amerikai színész
- október 8. – Almássy Zsuzsa műkorcsolyázó
- október 21. – Toller László magyar politikus, Pécs polgármestere (1998–2006) († 2010)
- október 22. – Mikó István Jászai Mari-díjas magyar színművész
- november 4. – Kuncze Gábor politikus, az SZDSZ elnöke
- november 14. – Kútvölgyi Erzsébet Kossuth-díjas magyar színésznő, érdemes művész
- november 21. – Alberto Juantorena olimpiai bajnok kubai atléta
- november 22.
  - Lengyel László magyar közgazdász, publicista, politológus, az ELTE ÁJK Politikatudományi Intézetének egyetemi docense; a közgazdaság-tudomány kandidátusa
  - Steven Van Zandt amerikai zenész, színész
- november 28. – Ed Harris amerikai színész
- december 4. – Rakovszky Zsuzsa író, költő, műfordító
- december 5. – Varga Lajos váci segédpüspök
- december 11. – Hennagyij Hennagyijovics Moszkal ukrán jogász és politikus († 2024)
- december 12. – Eric Maskin amerikai közgazdász aki a 2007-es közgazdasági Nobel-emlékdíjat megosztva kapta Leonid Hurwicz-cal és Roger Myersonnal
- december 20. – Pintz János magyar matematikus, az MTA tagja
- december 29. – Csapó Géza olimpiai ezüstérmes, világbajnok kajakozó († 2022)

## Halálozások
- január 21. – George Orwell, angol író (* 1903)
- március 11. – Kallós Ede magyar szobrászművész (* 1866)
- március 19. – Edgar Rice Burroughs, amerikai novellaíró (* 1875)
- március 27. – Földes Dezső, kétszeres olimpiai bajnok vívó (* 1880)
- április 8. – Vaclav Nyizsinszkij, balett-táncos (* 1889)
- április 29. – Rudas László,  magyar marxista-leninista filozófus, politikus, egyetemi tanár (* 1885)
- május 27. – Tkálecz Vilmos (mint Tarcsay Vilmos) a Vendvidéki Köztársaság hajdani vezetője (* 1894)
- június 6. – Bánffy Miklós, író, grafikus, díszlet- és kosztümtervező, színpadi rendező, politikus, külügyminiszter (* 1873)
- június 9. – Henry Harwood brit tengerész (* 1888)
- július 1. – Eliel Saarinen finn építész (* 1873)
- július 5. – Cholnoky Jenő, író, földrajztudós, tanár (* 1870)
- július 5. – Salvatore Giuliano szicíliai bandita és szeparatista (* 1922)
- július 21. – Szontagh Aranka, a csetneki csipke egyik létrehozója (* 1858)
- augusztus 5. – Farkasfalvi Farkas Géza magyar huszáralezredes, földbirtokos, a tiszáninneni református egyházkerület főgondnoka, országgyűlési képviselő, felsőházi tag (* 1874)
- augusztus 8. – Schöpflin Aladár, író, kritikus (* 1872)
- augusztus 15. – Baross Endre magyar földbirtokos, gazdasági főtanácsos, borász, országgyűlési képviselő (* 1889)
- augusztus 19. – Sólyom László altábornagy (* 1908)
- szeptember 3. – Ágay Irén magyar színésznő (* 1912)
- november 2. – George Bernard Shaw, drámaíró (* 1856)
- november 20. – Francesco Cilea,  olasz zeneszerző (* 1866)
- november 25. – Johannes Vilhelm Jensen, Nobel-díjas dán író (* 1873)
- december 9. – Tóth András magyar ügyvéd, országgyűlési képviselő (* 1892)
- december 20. – Enrico Mizzi máltai nacionalista politikus, miniszterelnök  (* 1885)

## Nobel-díjasok
- A Nobel-díjat a svéd Alfred Nobel alapította, 1901 óta adják át, melyet a Svéd Királyi Tudományos Akadémia ítél oda a tudomány, az irodalom és humanitárius területen kimagasló eredményt elért magánszemélyeknek, illetve intézményeknek.

| Fizikai            | Cecil Frank Powell                                               |
| Kémiai             | Otto Diels, Kurt Alder                                           |
| Orvosi-fiziológiai | Edward Calvin Kendall, Tadeus Reichstein, Philip Showalter Hench |
| Irodalmi           | Bertrand Russell                                                 |
| Béke               | Ralph Bunche                                                     |